# Евгени Василев (писател)
Евгени Василев Стойков е български писател.

## Биография
Роден е на 15 август 1930 г. в село Коста Перчево, област Видин. На двегодишна възраст умира баща му и заедно със сестра е отгледан от своята майка. По-късно се премества да живее в София, където през 1955 г. завършва българска филология в Софийския университет „Климент Охридски“. След дипломирането си работи две години като учител в Мичурин, след което отново се завръща в София и започва работа като редактор във вестник „Септемврийче“, където работи над 30 г. В него издава много разкази, статии и публикации за детската аудитория. Награждаван е многократно за отлична работа и трудови успехи. Женен с двама сина. Умира през 2020 г.

## Творчество
През 1990 г. писателят Евгени Василев Стойков започва самостоятелно, като главен редактор и основател, да издава вестник „Вяра, надежда и любов“, по късно преименуван във вестик „Омайниче“. Негово творчество са:
- „Пуловер с еленче“ – 1968 г.;
- „Чавдар страшен хайдутин“ – 1969 г.;
- „Хайде на пазар“ – 1978 г.;
- „Покана за танц“ – 1983 г.;
- „Часовниче със захарни стрелки“ – 1985 г.;
- „Боянка“ – 1987 г.;
- „Кажи ДА! на живота“ – 2003 г.;
- „Вълшебно капричио за Моцарт“ – 2008 г.;
- „Кралица на операта“ – 2015 г.;
- „Омайниче“ – 2016 г.